# Горностаєв Олександр Олексійович
Горноста́єв Олекса́ндр Олексі́йович (нар. 19 квітня 1959 — пом. 11 травня 2013, Тахтаулове, Україна) — український функціонер та футбольний арбітр національної категорії, що провів понад 1000 матчів різного рівня: від першості міста до поєдинків грандів українського футболу. Окрім роботи арбітра відомий також завдяки підготовці юнаків у полтавській ДЮСШ. Помер на футбольному полі.

## Життєпис
Олександр Горностаєв закінчив Київський університет фізичної культури та спорту. Обслуговувати футбольні матчі почав у 1987 році, а з 2001 року входив до обійми арбітрів, що призначалися на поєдинки вищої ліги чемпіонату України. Дебютував у вищій лізі 21 квітня 2001 року, працюючи на грі між запорізьким «Металургом» та ЦСКА. 30 липня 2003 року був залучений до поєдинку Ліги Чемпіонів між «Гревенмахером» (Люксембург) та «Леотаром» (Боснія) як резервний арбітр бригади Сергія Шебека. Після закінчення обслуговування матчів топ-рівня продовжив кар'єру арбітра на рівні чемпіонатів міста та області. Був активним організатором першості Полтавського району з футболу.
Основним місцем роботи Горностаєва була полтавська ДЮСШ імені Івана Горпинка, де він займався підготовкою юнаків. Серед його вихованців можна виокремити гравця збірної України Руслана Ротаня. Крім того колишній арбітр певний час обіймав посаду спортивного директора ФК «Полтава». Олександр Олексійович був одружений, мав доньку. Окрім футболу любив усі ігрові види спорту.
Горностаєв помер 11 травня 2013 року під час проведення гри на Кубок Полтавського району у селі Тахтаулове. За 15 хвилин до закінчення поєдинку арбітр матчу раптово впав на футбольний газон. Його намагалися доправити у лікарню, проте було надто пізно — внаслідок відриву тромба серце Олександра Горностаєва зупинилося назавжди.